# Буазза, Амер
Аме́р Буазза́ (араб. عامر بوعزة‎; фр. Hamer Bouazza; 22 февраля 1985, Эври) — алжирский футболист, левый полузащитник.

## Клубная карьера
Родился во Франции в семье алжирских эмигрантов, у него два брата и две сестры. Занимался футболом в юношеской команде местного клуба, в 15 лет перешёл в молодёжную команду «Осера», но уже через год вернулся обратно.

### Уотфорд
В 2003 году, в возрасте 16 лет, Буазза переехал в Англию, в юношескую команду клуба «Уотфорд».
7 февраля 2004 года он дебютировал в первой команде «Уотфорда», выйдя на замену на 88-й минуте в игре против «Сандерленда». Неделю спустя он вышел в стартовом составе клуба и забил свой первый гол в игре против «Престон Норт Энд». В своём первом сезоне Буазза провёл 9 матчей за «Уотфорд».
В сезоне 2004/05, Буазза сыграл за клуб 28 матчей в чемпионате и 8 в Кубке, забив три гола.
На следующий сезон, его вытеснили из основного состава «Уотфорда» Мариус Хендерсон, Марлон Кинг и Эшли Янг. 6 октября 2005 года, Буазза был отдан в аренду в команде первой лиги «Суиндон Таун», первоначально на месяц, но позже аренду продлили до конца года. Он забил три гола в 15 играх за «Суиндон».
Вернувшись в «Уотфорд» после нового года, Буазза провёл 19 матчей за клуб и забил 3 гола. 4 марта 2006 года он сломал плюсну во время матча против Дерби Каунти и перенёс операцию на ступне. 21 мая 2006 года он принял участие в решающем матче плей-офф за выход в Премьер-лигу против «Лидс Юнайтед» в Кардиффе, выйдя на замену на 72-й минуте, «Уотфорд» победил в этом матче 3:0.
В сезоне 2006/07, который «Уотфорд» провёл в Премьер-лиге, Буазза был основным левым полузащитником клуба, сыграл 38 игр (31 в лиге) и забил 7 голов (5 в лиге). По итогам сезона его признали лучшим молодым игроком клуба.
Всего за четыре сезона Буазза сыграл 100 матчей за шмелей во всех турнирах (83 в чемпионатах Англии), забив 13 голов.

### Фулхэм
8 августа 2007 года Буазза присоединился к команде «Фулхэм», подписав четырехлетний контракт, сумма трансфера составила 3 млн фунтов.
Буазза дебютировал за «Фулхэм» 12 августа 2007 в игре против «Арсенала». Тем не менее, уже через три матча, 18 августа в игре с «Мидлсбро» он вывихнул плечо и был вынужден пропустить несколько недель. 22 сентября в игре против «Манчестер Сити» (3:3), он забил свой первый гол за «Фулхэм». В сезоне 2007/08 он провёл 22 матча за «Фулхэм», забив один гол.
9 августа 2008 года его отдали в годичную аренду клубу второго дивизиона «Чарльтон», в тот же день он дебютировал за клуб, выйдя на замену на 83-й минуте игры против «Суонси Сити». Он забил свой первый гол за «Чарльтон» 23 августа в игре против «Рединга». В составе «Чарльтона» Буазза провёл во всех турнирах 27 игр и забил 4 гола.
8 января 2009 года, «Фулхэм» отзывает игрока согласно пункту арендного договора и сразу же отдаёт его в аренду в другую команду чемпионшипа — «Бирмингем Сити», на оставшуюся часть сезона. 17 января Буазза дебютировал за «Бирмингем», а 24 марта забил первый гол за клуб в ворота «Донкастер Роверс». Сыграв 16 матчей за «Бирмингем», он помог команде выйти в премьер-лигу со второго места в чемпионате.

### Сивасспор
18 августа 2009 Буазза подписал контракт с турецкой командой «Сивасспор». Тем не менее, его пребывание в «Сивасспоре» было недолгим, продолжительностью всего пять дней. Он сыграл одну игру за клуб, в Лиге Европы против донецкого «Шахтёра» (0:3). 23 августа он разорвал контракт с клубом, заявив, что не хотел бы оставаться в Турции. Тренер Сивасспора Бюлент Уйгун сказал, что они должны были отпустить Буазза, поскольку они не хотят, чтобы он повредил боевой дух команды.

### Блэкпул
31 августа Sky Sports сообщил, что Буазза ведёт переговоры с клубом чемпионшипа «Блэкпул». На следующий день было подтверждено, что он подписал однолетний контракт с возможностью продления на ещё один год. Он дебютировал за «Блэкпул» 12 сентября, выйдя на замену на 73-й минуте матча против «Лестер Сити», а четыре дня спустя впервые вышел в стартовом составе клуба в игре с «Ньюкасл Юнайтед». Свой первый гол забил 26 сентября, в игре против «Питерборо Юнайтед», прокинув мяч между ног защитника, этот гол был признан лучшим голом клуба в 2009 году и номинирован на лучший гол сезона в лиге. В январе 2010 года он поехал на Кубок африканских наций, откуда вернулся с травмой. По окончании сезона «Блэкпул» не стал продлевать с ним контракт.
Осенью 2010 года Буазза вернулся во Францию и провёл пол-сезона в клубе «Арль-Авиньон».

### Миллуолл
В январе 2011 года «Арль-Авиньон» отдал Буаззу в аренду английскому «Миллуоллу» до конца сезона. 19 февраля он дебютировал в новой команде, выйдя на замену в игре с «Миддлсбро» (3:2) и в этом же матче забил свой первый гол за клуб ударом со штрафного. В апреле «Миллуол» выкупил его у французского клуба за 100 тысяч евро и подписал с ним двухлетний контракт. В следующем сезоне Буазза провёл за «Миллуолл» 26 матчей, забив 2 гола.

### Омония
В июне 2012 года было объявлено, что Буазза подписал контракт с кипрской «Омонией», но эти слухи были скоро опровергнуты. Он действительно находился на просмотре в кипрской команде, но контракт так и не был подписан и в августе он покинул клуб.

### Рассинг Сантандер
В сентябре 2012 года Буазза присоединился к испанскому клубу второго дивизиона «Расинг Сантандер» и провёл за него 17 матчей. В декабре, после одной из игр, он подвергся нападению трёх неизвестных людей в масках около своего дома.
После ухода из испанского клуба, он неудачно съездил на просмотр в шотландский «Рейнджерс».

### ЕС Сетиф
В декабре 2013 года он дебютировал в алжирской команде «ЕС Сетиф», сыграл за клуб всего 4 матча.

### Ред Стар
Летом 2014 года, Буазза провел тренировочный сбор с командой «Ред Стар», выступающей в третьем французском дивизионе. 1 сентября было объявлено о подписании контракта на один сезон. Первый гол в официальном матче алжирский футболист забил 17 октября в ворота «Серкля» из Бастии, «Ред Стар» победил со счетом 2:0. 3 января 2015 года Буазза забил гол в ворота своей бывшей команды «Арль-Авиньон», благодаря которому клуб вышел в 1/16 финала Кубка Франции. 30 января — делает «дубль» в ворота команды «Коломье», чем помог победить соперника — 3:1. По итогам чемпионата «Ред Стар» вышел во второй дивизион, а Амер в общей сложности забил 11 мячей в официальных матчах: 7 в чемпионате и 4 в Национальном Кубке. Летом алжирский футболист продлил своё соглашение с командой ещё на два сезона.
Первый гол в новом сезоне забил 11 сентября 2015 года в матче против «Гавра». Удачные выступления в новом сезоне продолжились в ноябре и начале декабря. Пять голевых передач в пяти матчах вывели алжирского футболиста в тройку лучших ассистентов чемпионата, кроме того, 1 декабря Амер вновь отличился голом в ворота «Метца». После зимнего перерыва Буазза продолжил забивать важные мячи в составе парижского коллектива. Забив в 35 играх 10 мячей, алжирец стал вторым голеадором «Ред Стар» после Анатоля Н’Гамуколя. Кроме того, Буазза отдал 8 результативных передач, став лучшим футболистом команды по системе гол + пас.
В первой половине сезона 2016/17, Буазза продолжил выступать за «Ред Стар». Гол со штрафного позволил парижанам уйти от поражения в дерби против «Пари» на Кубок лиги, однако в серии пенальти соперник всё равно оказался точнее. Алжирец успел отметиться еще тремя голами в Лиге 2: против «Аяччо» (9 сентября), против «Труа» (18 ноября) и против «Валансьена» (9 декабря), а также отдать несколько голевых передач. Всего за 2,5 года в «Ред Стар» Буазза провёл 80 матчей и забил 20 голов.

### Этуаль дю Сахель
12 января 2017 года, Амер Буазза был официально представлен в качестве игрока тунисского клуба «Этуаль дю Сахель».

## Международная карьера
Буазза родился во Франции, но не имел опыта выступлений за сборные этой страны, также не привлекался к матчам юношеских и молодёжных команд Алжира.
В 2007 году Алжирская футбольная федерация обратилась к нему с предложением выступать за первую сборную Алжира, и Буазза согласился, заявив что всегда считал себя алжирцем.
7 февраля 2007 года в матче против Ливии Буазза дебютировал в составе сборной, а 20 ноября 2007 года в игре с Мали (3:2) забил свой первый гол за национальную команду.
На Кубке африканских наций 2010 Буазза принял участие в 5 матчах из шести, сыгранных командой, из них в трёх выходил на замену. В четвертьфинальном матче с Кот-д’Ивуаром (3:2) он вышел на поле в начале дополнительного времени при счёте 2:2 и забил победный гол.
На Кубке африканских наций 2013 Буазза принял участие в одной игре группового этапа против Того. Во время турнира, у него возник конфликт с тренером сборной Вахидом Халилходжичем, который отчислил из команды Буазза, а также ещё одного футболиста Риада Будебуза и пообещал больше не вызывать их в сборную.